# Kira (Japon)
Pour les articles homonymes, voir Kira.
Kira (吉良町, Kira-chō) est un ancien bourg situé dans le district de Hazu (préfecture d'Aichi), au Japon.

## Géographie

### Démographie
La population au 1er février 2010 est de 22,280 habitants, répartis sur une superficie de 35,98 km2 (densité de population de 619 hab./km2). 

## Histoire
Le bourg de Kira a été fondé en 1906. En avril 2011, Kira, Hazu et Isshiki fusionnent avec la ville de Nishio.

## Économie
L'économie de Kira est basée sur la pêche, notamment en baie de Mikawa, et le tourisme (station balnéaire de Kira Waikikibeach).

## Transports

### Transport ferroviaire
Kira compte deux gares, Kira Yoshida et Kira Kamiyokosuka. Elles sont desservies par la compagnie de train Meitetsu et sont reliés entre autres aux villes suivantes : Nagoya, Nishio, Anjo et Gamagori.

### Transport aérien
L'aéroport international du Chubu se trouve à cinquante minutes en voiture. 

## Photographies

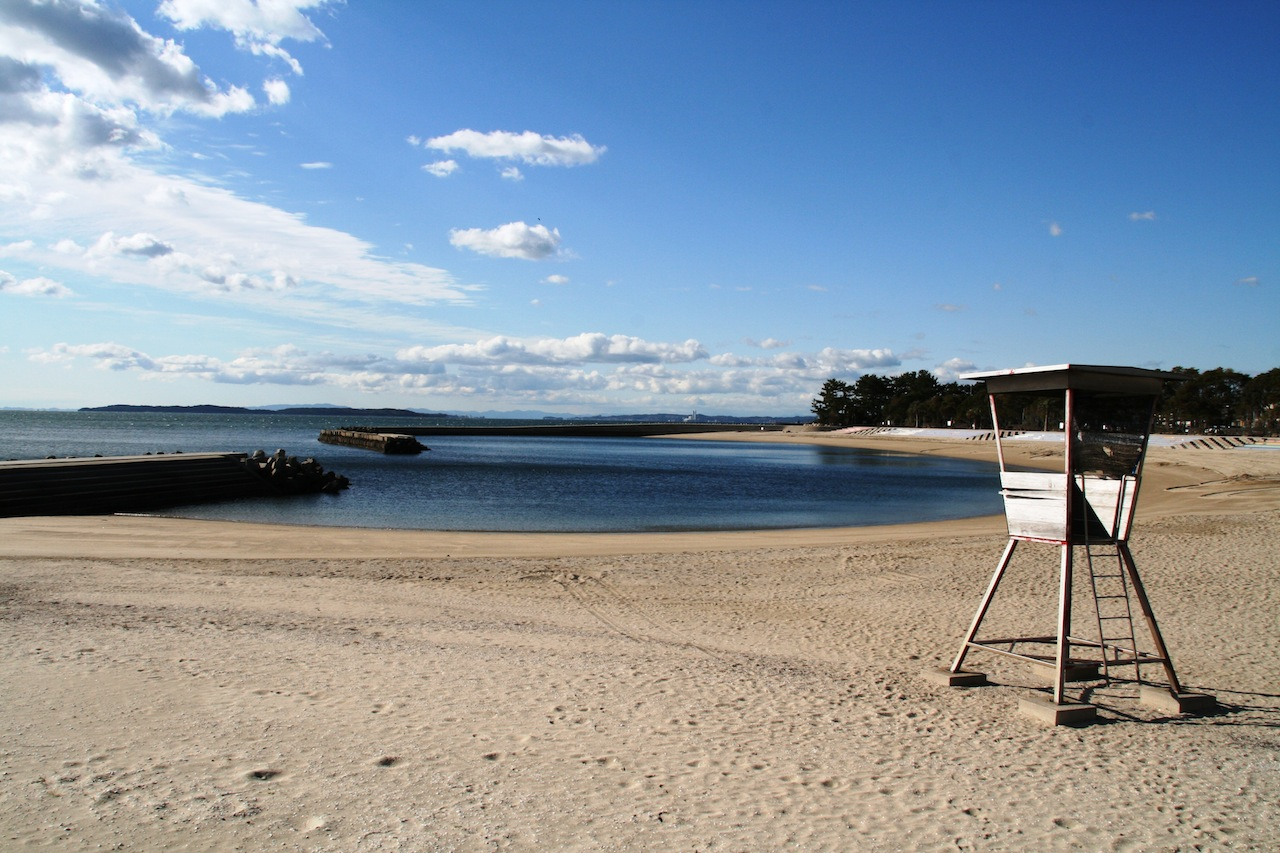
Plage de Waikikibeach
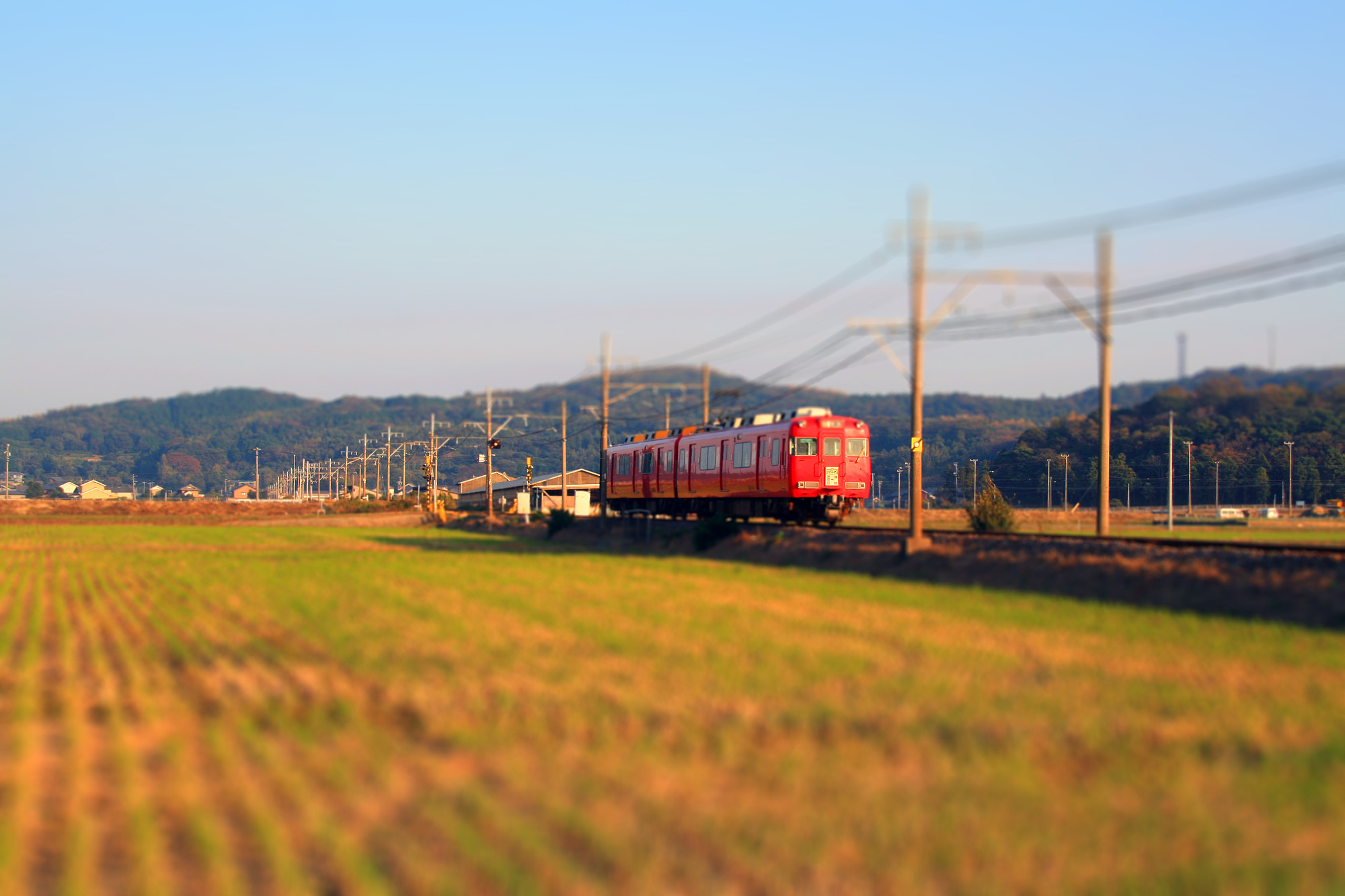
Train arrivant à Kira